# Piti jezik
Piti jezik (ISO 639-3: pcn; isto i abisi, bisi, pitti), nigersko-kongoanski jezik kojim govori oko 5 530 ljudi (2000) u nigerijskoj državi Kaduna, područje lokalne samouprave Saminaka.
Jezici piti i atsam čine jednu od tri glavne istočnokainjske poskupine, piti-atsam. Dijalekt: riban ili ribam (pcn-rib)

## Vanjske poveznice
- The Piti Language